# 杨俊兴
杨俊兴（1958年4月—），河北大名人。中国人民解放军少将。
2009年，任内蒙古军区政治部主任。2010年2月，任第65集团军政治部主任。2012年4月，任内蒙古军区政治委员。2013年4月，任中共内蒙古自治区党委常委、内蒙古军区政治委员。2016年11月，不再担任中共内蒙古自治区党委常委。2017年5月，任黑龙江省军区政委。